# Vedyxa
Vedyxa är en by och småort i Danmarks socken, Uppsala kommun, nära Uppsala. 
Området utgörs av småkuperad barrskog omgiven av ett småskaligt kulturlandskap. Det finns bland annat markerade vandringsleder och ridstigar. Det finns också en skog som kallas Vedyxaskogen.
Vedyxa omtalas första gången i skriftliga handlingar 1358 ('i Vidhusum'). 1426 pantsattes en gård i byn till Uppsala domkyrka. Vedyxa omfattade 1541-69 ett mantal skatte, ett mantal frälse samt en skatteutjord, redan från början bebodd och 1542 skattlagd som ett halvt skattehemman.